# Palicourea elata
Palicourea elata (Sw.) Borhidi è una pianta arbustiva appartenente alla famiglia delle Rubiacee, originaria della foresta pluviale tropicale dell'America Centrale e del Sud.

## Descrizione
P. elata è nota per le sue infiorescenze, caratterizzate nelle prime fasi dello sviluppo da una coppia di brattee carnose di colore rosso intenso, che ricordano la forma di due labbra. L'infiorescenza matura, assieme alle brattee, presenta al centro dei fiori di colore bianco.
Il periodo di fioritura va da dicembre a marzo.

## Biologia
La specie è impollinata da diverse specie di colibrì (p.es. Lampornis calolaemus e Phaethornis guy).